# Peter Anderson
Peter W. Anderson (* 1942 oder 1943 in Wisconsin) ist ein US-amerikanischer Kameramann.

## Leben
Anderson machte 1960 seinen Abschluss an der Eau Claire Memorial High School und besuchte die University of Wisconsin-Eau Claire.

## Karriere
Anderson begann seine berufliche Laufbahn als Leiter der Fotowerbung bei Macy’s und arbeitete später als Leiter der Fotografie bei den Walt Disney Studios. Er war auch Leiter der Abteilung für visuelle Effekte bei den Universal Studios und den Walt Disney Studios. Anderson ist Mitglied der American Society of Cinematographers und Gründungsmitglied des Technology Committee (MITC). Er ist Director of Photography der International Cinematographers Guild. Er ist außerdem Mitglied der Motion Picture Academy, wo er in den Exekutivkomitees der Abteilung für visuelle Effekte, des Wissenschafts- und Technologierates, der Komitees für wissenschaftliche und technische Auszeichnungen und der Ersatzkomitees tätig war, sowie ehemaliger Vorsitzender des Unterkomitees für technische Geschichte. Er ist Gründungsmitglied, Ehrenmitglied und war fünf Jahre lang Vorstandsmitglied der Visual Effects Society. Er ist langjähriges Mitglied der Cinematographer's Branch der Television Academy. Er ist Ehrenmitglied auf Lebenszeit der Society of Motion Picture and Television Engineers.
Im Jahr 2009 erhielt Anderson bei den 7. Visual Effects Society’s Award die Auszeichnung für Outstanding Visual Effects in a Special Venue Project für U2 3D.
Im Jahr 2014 wurde Anderson von der Academy of Motion Picture Arts and Sciences mit dem Gordon E. Sawyer Award ausgezeichnet, der „an eine Person in der Filmindustrie verliehen wird, deren technologische Beiträge der Branche zur Ehre gereicht haben“.
2017 erhielt Anderson den „Legacy Lifetime Achievement Award“ der Cine Gear Expo in Anerkennung der bedeutenden Beiträge, die er zur Förderung der Kunst und des Handwerks der Kinematografie geleistet hat.